# F-ve Dolls
F-ve Dolls (hangul: 돌스; a veces estilizado en mayúsculas, anteriormente conocido como 5dolls) fue un grupo femenino surcoreano formado por Core Contents Media en 2011. El grupo estaba compuesto en su alineación final por seis miembros: Hyoyoung, Seunghee, Yeonkyung, Hyewon, Eunkyo y Nayeon. Debutaron con dos sencillos, "Lip Stains" (입술자국) y "I Mean You" (너 말이야), en 2011. El grupo era conocido como la "subunidad femenina" del grupo mixto surcoreano Coed School hasta que CCM anunció que el grupo se independizaría en 2013. El grupo se disolvió el 10 de marzo de 2015.

## Historia

### 2010: Formación
En diciembre de 2010, el grupo mixto surcoreano Coed School se dividió en varios subgrupos. Las integrantes femeninas Lee Soo-mi, Heo Chan-mi, Ryu Hyo-young y Jin Hye-won, con la incorporación de una nueva integrante llamada Seo Eun-kyo, se convirtieron en 5dolls.

### 2011: Debut conLip Stains,Charming Five GirlsyTime to Play
El 20 de enero de 2011, 5dolls lanzó dos videos promocionales con Jay Park, uno llamado "Lip Stains" y el otro llamado "I Mean You" (o "It's You"). El grupo lanzó su primer miniálbum el 16 de febrero de 2011 y debutó en M! Countdown para el 17 de febrero de 2011. Durante sus presentaciones en vivo, el grupo recibió críticas por supuestamente hacer playback. 5dolls lanzó su segundo miniálbum Time To Play el 11 de mayo de 2011, con su sencillo principal "Like This Or That" (이러쿵 저러쿵) y su video musical. "Like This or That" se situó como la canción más vendida por un grupo nuevo en 2011, con 192.000 dólares recaudados.

### 2012-2013: Cambios en la formación,Desde 1971,First Love
En 2012, Soomi y Chanmi abandonaron el grupo en febrero y verano, respectivamente. Han Na-yeon y Shannon fueron anunciadas como reemplazantes y, en febrero de 2013, también se dijo que la aprendiz Choi Ji-hyun se uniría al grupo, convirtiéndose así en la sexta integrante. El 8 de julio de 2013, el grupo anunció oficialmente que regresarían a finales de mes con un nuevo sencillo llamado "Soulmate #1", así como un nuevo nombre artístico, F-ve Dolls. Sin embargo, de los tres nuevos miembros anunciados, solo Nayeon se quedó, y los otros dos huecos fueron llenados por Cho Seung-hee y Oh Yeon-kyung, miembro de The SeeYa, quienes promocionaron simultáneamente a los dos grupos. El 31 de julio de 2013, se lanzó su primer sencillo digital "Since 1971", junto con el video musical de la canción principal "Soulmate #1". La canción alcanzó el puesto 62 en el Gaon Chart y el 44 en el Billboard Korea Hot 100. F-ve Dolls promocionó "Soulmate #1" del 31 de julio al 1 de septiembre de 2013.
F-ve Dolls lanzó un nuevo miniálbum llamado "First Love", que fue lanzado el 17 de septiembre de 2013. El grupo lo promocionó con la canción "Can You Love Me?", que cuenta con la participación de la integrante de T-ara N4, Kim Dani, siendo su debut. El 17 de septiembre de 2013, se lanzó una segunda versión del video musical "Can You Love Me?", y un video musical de la canción "Deceive".

### 2014-2015: Disolución
En noviembre de 2014, se informó que F-ve Dolls se iba a disolver después de que su casa discográfica cambiara de nombre y, posteriormente, F-ve Dolls fue eliminado del sitio web oficial del sello discográfico. El 10 de marzo de 2015, el sello confirmó la disolución oficial del grupo. Se anunció que las integrantes que aún tenían contrato con la agencia formarían parte de un nuevo grupo. En septiembre de 2015, Cho Seunghee debutó nuevamente con el nuevo grupo DIA, pero lo abandonó al año siguiente.

## Miembros

### Exmiembros
- Lee Soo-mi (이수미) (2011-2012)
- Cho Seung-hee (조승희) (2013-2015)
- Han Na-yeon (한나연) (2013-2015)
- Heo Chan-mi (허찬미) (2011-2012)
- Ryu Hyo-young (류효영) (2011-2015)
- Oh Yeon-kyung (오연경) (2013-2015)
- Seo Eun-kyo (서은교) (2011-2015)
- Jin Hye-won (진혜원) (2011-2015)

### Miembros temporales
- Shannon (샤넌) (2012-2013)
- Choi Ji-hyun (최지현) (2013)

## Discografía

### Extended plays
| Título                  | Detalles del álbum | Posiciones más altas en los gráficos | Ventas       |
| Título                  | Detalles del álbum | COR                                  | Ventas       |
| ----------------------- | --- | ------------------------------------ | ------------ |
| Charming Five Girls     | - Fecha de lanzamiento: 16 de febrero de 2011 - Etiqueta: Core Contents Media - Formato: CD, descarga digital Lista de sencillos 1. Your Words (너 말이야) 2. Lip Stains (입술자국) 3. Jjureureureureu (쭈르르르르) 4. You're So Great (잘났어) 5. Wait A Second (거기 잠깐) | 42                                   | - COR: 2,351 |
| Club Remix Time to Play | - Fecha de lanzamiento: 11 de mayo de 2011 - Etiqueta: Core Contents Media - Formato: CD, descarga digital Lista de sencillos 1. Time to Play (Intro) 2. Like This or That (이러쿵 저러쿵) 3. Without You (네가 없이도) 4. Your Words (Remix Ver.) (너 말이야) 5. Lip Stains (Remix Ver.) (입술자국) 6. Jjureureureureu (Remix Ver.) (쭈르르르르) 7. You're So Great (Remix Ver.) (잘났어) 8. Wait A Second (Remix Ver.) (거기 잠깐) | 10                                   | - COR: 2,442 |
| First Love              | - Released: 17 de septiembre de 2013 - Etiqueta: Core Contents Media - Formato: CD, descarga digital Lista de sencillos 1. Can You Love Me? (사랑한다? 안한다!) (Feat. Dani) 2. Deceived (사기쳤어) 3. LOV 4. NONONO 5. Soulmate #1 (Original Ver.) (짝1호) 6. Soulmate #1 (Remix) (짝1호) | 14                                   | - COR: 2,384 |

### Sencillos
| Año                                                                                        | Título              | Posiciones más altas en los gráficos | Posiciones más altas en los gráficos | Descargas        | Álbum               |
| Año                                                                                        | Título              | Gaon Chart                           | Hot 100                              | Descargas        | Álbum               |
| ------------------------------------------------------------------------------------------ | ------------------- | ------------------------------------ | ------------------------------------ | ---------------- | ------------------- |
| 2011                                                                                       | "Lip Stains"        | 80                                   | —                                    | —                | Charming Five Dolls |
| 2011                                                                                       | "Your Words"        | 6                                    | —                                    | - KOR: 480,547   | Charming Five Dolls |
| 2011                                                                                       | "Like This Or That" | 16                                   | —                                    | - KOR: 1,162,285 | Time To Play        |
| 2013                                                                                       | "Soulmate #1"       | 62                                   | 44                                   | - KOR: 27,106    | First Love          |
| 2013                                                                                       | "Can You Love Me?"  | 39                                   | 19                                   | - KOR: 78,852    | First Love          |
| "—" indica los lanzamientos que no entraron en las listas o que no se lanzaron en el país. |                     |                                      |                                      |                  |                     |

### Videos musicales
| Año  | Vídeo musical            | Duración |
| ---- | ------------------------ | -------- |
| 2011 | "Lip Stains"             | 7:43     |
| 2011 | "I Mean You"             | 7:40     |
| 2011 | "Like This or That"      | 3:38     |
| 2013 | "Soulmate #1"            | 5:02     |
| 2013 | "Can You Love Me?"       | 3:26     |
| 2013 | "Can You Love Me?" Ver.2 | 3:28     |
| 2013 | "Deceive"                | 3:27     |